# Hotchiku
Le  hotchiku (法竹, littéralement « bambou du dharma »), parfois romanisé avec les mots hocociku ou hochiku, est un aérophone japonais qui est fabriqué à partir de morceaux de racine de bambou.

## Facture
Le hotchiku est fabriqué dans une tige de bambou qui révèle de nombreux petits nœuds circulaires à la jonction des racines, nécessitant un nettoyage et un ponçage méticuleux dans le polissage du bois. Conformément aux modèles qu'utilisent les moines komusō 虚無僧 () (ou komusō, hiragana : こむそう, et aux modèles shakuhachi 尺八 (), le hotchiku se fabrique toujours de manière traditionnelle. Néanmoins, contrairement au shakuhachi, les surfaces intérieures et extérieures de l'instrument ne sont pas vernissées et celui-ci ne comporte aucune incrustation dans son embouchure. La texture nodale, interne à l'hotchiku, est généralement plus nette que celle du shakuhachi, ce qui donne à l'ensemble de l'instrument une authenticité et une tonalité plus naturelle. L'instrument est encore dénommé sous le vocable de jinashi nobekan, ce qui signifie « sans ji » (une pâte à base d’argile et de laque servant à lisser l’alésage des shakuhachi modernes), d'une seule pièce (les hotchiku ne sont pas coupés en deux comme les  shakuhachi modernes utilisés comme instruments de musique). Les hotchiku sont généralement plus longs que les différents shakuhachi.
Le hotchiku possède quatre trous à l'avant pour les doigts et un trou à l'arrière pour le pouce de la main supérieure. L'instrument est capable d'une plage d'au moins deux octaves. Toutes ces caractéristiques font qu'il est conçu pour être mis aussi bien entre les mains d'un joueur expérimenté que dans celles d'un amateur.

## Jeu
Les techniques de jeu du hotchiku sont similaires à celles du shakuhachi, bien que le son en soit plus fragile et différemment accordé aux gammes musicales que ceux des shakuhachi modernes (ji-ari ou accordés ji-nashi). L'angle de l'utaguchi (歌口, littéralement « bouche chantante ») du bec de l'hotchiku est plus perpendiculaire à l'axe que celle d'un shakuhachi moderne. Il s'agit principalement du choix des fabricants, compte tenu de la taille des bambous utilisés. Les anciens komusō (hiragana : こむそう) et myoan shakuhachi avaient cette même particularité, toutefois contrairement à hotchiku, ils présentent généralement un bord incrusté. Cette propriété d'une finition sans l'emploi de vernis donne un timbre rugueux et aéré. En raison de sa construction naturelle, le hotchiku est couramment utilisé pour la méditation par le souffle zen suizen (吹禅). Les honkyoku traditionnels ne seraient utilisés que par les musiciens professionnels, les techniques de souffle et de doigté, requises pour son bon fonctionnement, étant considérablement complexes. C'est la raison pour laquelle dans les orchestres le hotchiku, qui n'est pas souvent accompagné par les autres instruments, se joue en soliste.

## Joueurs dehotchiku
- Watazumi Doso Roshi Watazumi Doso (海童道祖?)[pas clair]
- Nishimura Kokū Kokū Nishimura (西村 虚空?)
- Atsuya Okuda 奥田 敦也 (?)